# Dorothée-Suzanne de Simmern
Dorothée-Suzanne de Simmern (15 novembre 1544 à Simmern – 8 avril 1592 à Weimar) est une princesse de l'électorat du Palatinat et par mariage duchesse de Saxe-Weimar.

## Biographie
Dorothée-Suzanne est la fille de l'électeur palatin Frédéric III (1515-1576) de son mariage avec Marie de Brandebourg-Culmbach (1519-1567), fille du margrave Casimir de Brandebourg-Culmbach.
Elle épouse le 15 juin 1560 à Heidelberg le duc Jean-Guillaume de Saxe-Weimar (1530-1573). Après leur mariage, le couple vit la plupart du temps à Weimar. Après la mort de son mari, l'électeur Auguste de Saxe est tuteur de ses enfants. Cette décision vise à isoler les enfants de l'influence politique et religieuse de leur mère. Elle est dotée d'une nouvelle résidence à l'extérieur de Weimar, nommé Nouvelle Maison. Le château rouge de Weimar est bâti de 1574 à 1576. Elle l'utilise comme sa résidence après son achèvement. Son portail Renaissance est décoré avec un blason croisé de Dorothée-Suzanne et son mari.
En 1581, la duchesse écrit à ses frères, Louis VI et Jean Casimir afin de marier son fils aîné avec une princesse de Wurtemberg.
Dorothée-Suzanne est morte en 1592, et est enterrée dans l'église de Saint-Pierre et Paul à Weimar; sa devise était: je Sais Que Mon Rédempteur est vivant.

## Descendance
De son mariage, Dorothée-Suzanne a les enfants suivants:
- Frédéric-Guillaume Ier de Saxe-Weimar (Weimar, 25 avril 1562 - Weimar, 7 juillet 1602), épouse en 1583 la princesse Sophie de Wurtemberg (1563-1590); veuf, il épouse en 1591 la comtesse palatine Anne-Marie de Palatinat-Neubourg
- Sibylle Marie (Weimar, 7 novembre 1563 - Altenbourg, 20 février 1569).
- Fils mort-né  (Weimar, 9 octobre 1564).
- Jean II de Saxe-Weimar (Weimar, 22 mai 1570 - Weimar, 18 juillet 1605), marié en 1593, à la princesse Dorothée-Marie d'Anhalt (1574-1614)
- Marie de Saxe-Weimar (Weimar, 7 octobre 1571 - Quedlinbourg, 7 mars 1610), Abbesse de Quedlinbourg (1601-1610).